# Endre Bajcsy-Zsilinszky
Endre Bajcsy-Zsilinszky, né en 1886 et mort en 1944 à Sopronkőhida, est un homme politique et journaliste hongrois.

## Biographie
Après avoir étudié dans les universités de Kolozsvar, Heidelberg et Leipzig, il est docteur en droit.